# Aplicacions típiques d'amplificador operacional
Aquest article il·lustra algunes aplicacions típiques d'amplificador operacional. Els amplificadors operacionals estan optimitzats per utilitzar-los amb retroalimentació negativa i aquest article tracta només les aplicacions de retroalimentació negativa. Quan es requereix una retroalimentació positiva, un comparador sol ser més adequat. Consulteu Aplicacions de comparació per obtenir més informació.

## Consideracions pràctiques
En aquest article, s'utilitza una notació esquemàtica simplificada que ignora detalls com ara la selecció de dispositius i les connexions d'alimentació. Propietats no ideals (com les que es mostren a la Fig. 1) s'ignoren.

Fig. 1: un circuit equivalent d'un amplificador operacional que modela alguns paràmetres no ideals mitjançant resistències. Un amplificador operacional real té una impedància d'entrada finita, una impedància de sortida diferent de zero, i un guany finit.

### Requisits dels paràmetres dels amplificadors operacionals
Perquè un dispositiu concret es pugui utilitzar en una aplicació, ha de complir uns requisits. L'amplificador operacional ha de
- tenen un gran guany de senyal de bucle obert (s'obté un guany de tensió de 200.000 en els primers exemples de circuits integrats) i
- tenen una impedància d'entrada gran respecte als valors presents a la xarxa de retroalimentació.

Amb aquests requisits satisfets, es pot utilitzar el mètode de terra virtual per comprendre de manera ràpida i intuïtiva el comportament dels circuits de l'amplificador operatiu.

## Amplificadors
El primer exemple és l'amplificador diferencial, del qual es poden derivar moltes de les altres aplicacions, incloent l'amplificador inversor, no inversor i sumador, el seguidor de tensió, l'integrador, el diferenciador i el girador.

### Amplificador diferencial (amplificador diferencial)

Amplificador diferencial (amplificador diferencial)

Amplifica la diferència de tensió entre les seves entrades.
El circuit mostrat calcula la diferència de dos voltatges, multiplicada per algun factor de guany. La tensió de sortida
{\displaystyle V_{\text{out}}={\frac {\left(R_{\text{f}}+R_{1}\right)R_{\text{g}}}{\left(R_{\text{g}}+R_{2}\right)R_{1}}}V_{2}-{\frac {R_{\text{f}}}{R_{1}}}V_{1}=\left({\frac {R_{1}+R_{\text{f}}}{R_{1}}}\right)\cdot \left({\frac {R_{\text{g}}}{R_{\text{g}}+R_{2}}}\right)V_{2}-{\frac {R_{\text{f}}}{R_{1}}}V_{1}.}

### Amplificador inversor

Amplificador inversor

Un amplificador inversor és un cas especial de l'amplificador diferencial en què l'entrada no inversora V 2 d'aquest circuit està connectada a terra, i l'entrada inversora V1 s'identifica amb Va dalt. El guany de llaç tancat és Rf / Ren, per tant
{\displaystyle V_{\text{out}}=-{\frac {R_{\text{f}}}{R_{\text{in}}}}V_{\text{in}}\!\,}

### Amplificador no inversor

Amplificador no inversor

Un amplificador no inversor és un cas especial de l'amplificador diferencial en què l'entrada inversora V 1 d'aquest circuit està connectada a terra, i l'entrada no inversora V 2 s'identifica amb V a dalt, amb R 1 ≫ R 2. En referència al circuit immediatament anterior,
{\displaystyle V_{\text{out}}=\left(1+{\frac {R_{\text{2}}}{R_{\text{1}}}}\right)V_{\text{in}}\!\,}

### Seguidor de voltatge (amplificador de memòria intermèdia d'unitat)

Seguidor de voltatge

S'utilitza com a amplificador de memòria intermèdia per eliminar els efectes de càrrega (p. ex., connectar un dispositiu amb una impedància de sortida alta a un dispositiu amb una impedància d'entrada baixa).

### Seguidor de voltatge

Amplificador d'instrumentació

Un amplificador sumador produeix el negatiu de la suma de diverses tensions (ponderades):
{\displaystyle V_{\text{out}}=-R_{\text{f}}\left({\frac {V_{1}}{R_{1}}}+{\frac {V_{2}}{R_{2}}}+\cdots +{\frac {V_{n}}{R_{n}}}\right)}

### Amplificador d'instrumentació

Amplificador d'instrumentació

Combina una impedància d'entrada molt alta, un alt rebuig en mode comú, una baixa compensació de CC i altres propietats utilitzades per fer mesures molt precises i de baix soroll.

## Oscil·ladors

### Oscil·lador del pont Wien

Oscil·lador del pont Wien

Produeix una ona sinusoïdal de molt baixa distorsió. Utilitza compensació de temperatura negativa en forma de bombeta o díode.

## Filtres
Els amplificadors operacionals es poden utilitzar en la construcció de filtres actius, proporcionant funcions de pas alt, pas baix, passa banda, rebuig i retard. L'alta impedància d'entrada i el guany d'un amplificador operacional permeten un càlcul senzill dels valors dels elements, permetent una implementació precisa de qualsevol topologia de filtre desitjada amb poca preocupació pels efectes de càrrega de les etapes del filtre o de les etapes posteriors. Tanmateix, les freqüències a les quals es poden implementar filtres actius són limitades; quan el comportament dels amplificadors s'allunya significativament del comportament ideal assumit en el disseny elemental dels filtres, el rendiment del filtre es degrada.

## Comparador

Comparador

Si cal, un amplificador operacional es pot forçar a actuar com a comparador. La diferència més petita entre les tensions d'entrada s'amplificarà enormement, fent que la sortida oscil·li a gairebé la tensió d'alimentació. No obstant això, normalment és millor utilitzar un comparador dedicat per a aquest propòsit, ja que la seva sortida té una velocitat d'orientació més alta i pot arribar a qualsevol dels carrils d'alimentació. Alguns amplificadors operacionals tenen díodes de fixació a l'entrada que impedeixen l'ús com a comparador.

## Integració i diferenciació

### Integrador inversor

Integrador inversor

L'integrador s'utilitza principalment en ordinadors analògics, convertidors d'analògic a digital i circuits de conformació d'ona. Una versió senzilla és:
Suposant elements ideals, integra el senyal d'entrada (multiplicat per {\displaystyle -{\tfrac {1}{RC}}}) durant un interval de temps de t0 a t1, donant una tensió de sortida en el temps t = t1 de:
{\displaystyle V_{\text{out}}(t_{1})=V_{\text{out}}(t_{0})-{\frac {1}{RC}}\int _{t_{0}}^{t_{1}}V_{\text{in}}(t)\,dt,}
on Vout(t0) és la tensió inicial del condensador en el temps t=t0.

### Diferenciador inversor

Diferenciador inversor

Suposant elements ideals, aquest circuit diferencia el senyal (multiplicat per {\displaystyle -RC}) amb el temps:
{\displaystyle V_{\text{out}}=-RC{\frac {dV_{\text{in}}}{dt}},}
on {\displaystyle V_{\text{in}}} i {\displaystyle V_{\text{out}}} són funcions del temps.

## Elements sintètics

### Girador d'inductància

Girador d'inductància

Simula un inductor (és a dir, proporciona inductància sense l'ús d'un inductor possiblement costós). El circuit aprofita el fet que el corrent que flueix per un condensador es comporta al llarg del temps com la tensió a través d'un inductor. El condensador utilitzat en aquest circuit és geomètricament més petit que l'inductor que simula, i la seva capacitat està menys subjecta a canvis de valor a causa dels canvis ambientals. Les aplicacions on aquest circuit pot ser superior a un inductor físic són la simulació d'una inductància variable o la simulació d'una inductància molt gran.

### Convertidor d'impedància negativa (NIC)

Convertidor d'impedància negativa (NIC)

Crea una resistència amb un valor negatiu per a qualsevol generador de senyal.
En aquest cas, la relació entre la tensió d'entrada i el corrent d'entrada (per tant, la resistència d'entrada) ve donada per
{\displaystyle R_{\text{in}}=-R_{3}{\frac {R_{1}}{R_{2}}}.}
En general, els components {\displaystyle R_{1}}, {\displaystyle R_{2}}, i {\displaystyle R_{3}} no necessiten resistències; poden ser qualsevol component que es pugui descriure amb una impedància.